# Villar
Villar és una masia de Sant Vicenç de Torelló (Osona) inclosa a l'Inventari del Patrimoni Arquitectònic de Catalunya.

## Descripció
Edifici civil. Masia damunt d'un turó de margues. Consta de diversos trams constructius. A la part dreta hi ha un cos de planta rectangular cobert a dues vessants i amb el carener perpendicular a la façana, orientada a migdia i amb un portal dovellat. Consta de planta baixa i dos pisos. A la part dreta hi ha un cos que ha estat recentment construït, amb totxo, ja que l'antiga paret amenaçava ruïna. A la part esquerra s'hi adossa un altre cos, rectangular, un sector del qual forma una mena de torre i l'altre presenta unes arcades a la part baixa. Cald estacat la llinda del portal de la torre. Al mur de migdia hi ha contraforts. És construïda amb pedra, totxo i tàpia. L'estat de conservació és força dolent malgrat l'interès arquitectònic.

## Història
Antic mas dins el terme del que fou el Castell de Torelló, situat al damunt d'un turó, visible des del mas. Avui se'n conserva només una torre i els fonaments d'antics murs.
El Mas Vilar està registrat entre els dotze masos que figuren al fogatge de 1553 de la parròquia i terme de Sant Vicenç de Torelló. Aleshores habitava el mas PERE VILAR.
El mas i les terres foren adquirides per llurs masovers l'any 1968 a Jaume Bofarull.